# Baranzate
Baranzate ist eine italienische Gemeinde mit 11.803 Einwohnern (Stand 31. Dezember 2023) in der Metropolitanstadt Mailand, Region Lombardei. Baranzate zählt 4.860 Privathaushalte.
Die Nachbarorte von Baranzate sind Bollate, Mailand, Garbagnate Milanese und Novate Milanese.
Von 1869 bis 2004 war Baranzate Ortsteil von Bollate.